# ダンドロガメ
ダンドロガメ（Kinosternon dunni）は、爬虫綱カメ目ドロガメ科ドロガメ属に分類されるカメ。

## 分布
コロンビア北西部固有種

## 形態
最大甲長17.5センチメートル。メスよりもオスの方が大型になり、メスは最大甲長15センチメートル。背甲はやや扁平かやや盛り上がり、上から見るとやや細長い卵形。第1椎甲板は、第2縁甲板に接する。縁甲板は尖らず、第10、11縁甲板（主に第10縁甲板）が最も大型（高い）。背甲の色彩は褐色、暗褐色で、淡黄色や淡黄褐色の明色斑が入る個体もいる。
背甲と腹甲の継ぎ目（橋）の縦幅が細く、背甲長の21-25%。腋下甲板は非常に小型で、鼠蹊甲板は横幅は広いが縦幅は短い。腋下甲板と鼠蹊甲板が接する。
腹甲は小型（背甲長に対する割合はオス88%未満、メス83%未満）。蝶番は可動するが、腹甲を折り曲げても背甲と腹甲の間に広い隙間ができる。腹甲の色彩は黄色で、甲板の継ぎ目（シーム）やその周辺に暗褐色や灰色の暗色斑が入る個体もいる。
頭部は中型かやや大型で、やや幅広い。吻端はやや突出し、上顎の先端が鉤状に尖る。吻端を覆う鱗（吻端板）はベル形か三又形。喉に8本の髭状突起がある。頭部の色彩は暗褐色。側頭部や喉の色彩は灰褐色や黄褐色で、暗色の斑点や虫食い状の暗色斑が入る個体もいる。尾の先端に鉤状の大型鱗がある。頸部や四肢、尾背面の色彩は灰褐色や暗褐色。
幼体は椎甲板と肋甲板に筋状の盛り上がり（キール）があるが、成長に伴い消失する。オスは吻端板の先端が盛り上がり、大腿部や脛には大型鱗が並ぶ。尾端の大型鱗がより大型。

## 分類
属内ではキンタロドロガメに近縁と推定されている。

## 生態
低地の森林にある流れの緩やかな小型河川などに生息し、落ち葉などが堆積した環境を好む。
胃の内容物から貝類などを食べると考えられている。
繁殖形態は卵生。1回に2個の卵を年に数回に分けて産むと考えられている。

## 人間との関係
分布域が非常に狭く、生息数の非常に少ない種と考えられている。コロンビアは国内に分布する爬虫類の輸出が法的に厳しく制限されているため、世界的にもペットとして流通していない。